# Anneville-en-Saire
Anneville-en-Saire ist eine französische Gemeinde mit 376 Einwohnern (Stand 1. Januar 2022) im Département Manche in der Region Normandie. Sie gehört zum Kanton Val-de-Saire und zum Arrondissement Cherbourg. 
Nachbargemeinden sind Valcanville im Nordwesten, Montfarville im Nordosten, Réville im Südosten, La Pernelle im Südwesten und Le Vicel im Westen.

## Bevölkerungsentwicklung
| Jahr      | 1962 | 1968 | 1975 | 1982 | 1990 | 1999 | 2008 | 2015 |
| --------- | ---- | ---- | ---- | ---- | ---- | ---- | ---- | ---- |
| Einwohner | 435  | 425  | 407  | 374  | 345  | 324  | 375  | 397  |

## Sehenswürdigkeiten
- Château du Tourps, Monument historique seit 2005
- Maison d’Anneville, Monument historique seit 1975
- Kirche Saint-Léger

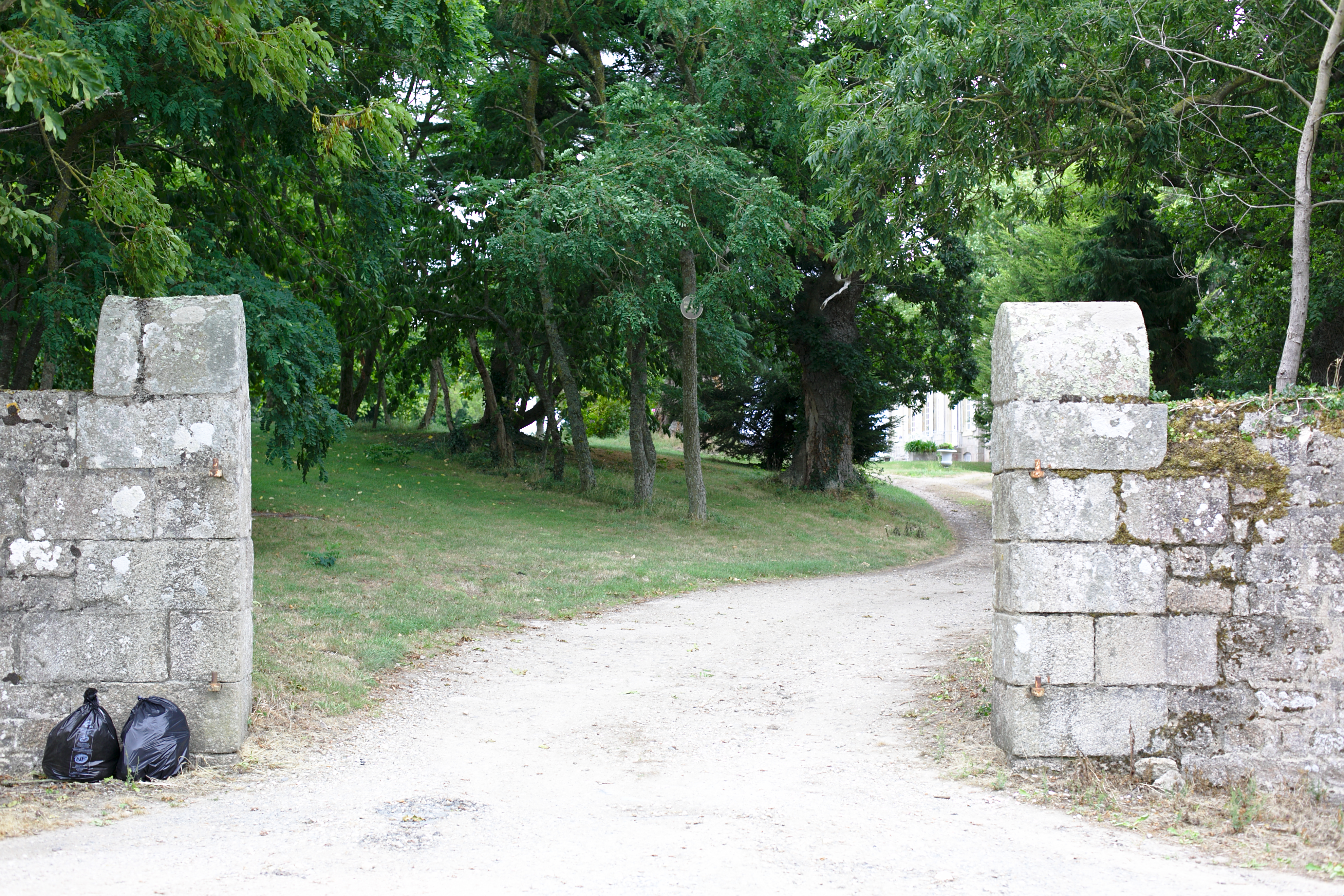
Château du Tourps
Maison d’Anneville